# Museu del Càntir d'Argentona
El Museu del Càntir és un museu a Argentona (Maresme), dedicat als atuells d'aigua. Va ser fundat l'any 1975 a la Casa Gòtica. Des de juliol 2000 es va traslladar a l'antiga Casa de la Cultura conegut com a Cal Carboner, un edifici del segle xvi. Lo col·lecció, única a Europa, té més de quatre mil exemplars que van de l'edat de bronze fins a Picasso. El seu director és l'Oriol Calvo Vergés.

## Història
Els orígens del museu es relacionen amb la Festa del Càntir, que se celebra el 4 d'agost des del 1951 i que recuperà un aplec que se celebrava des del segle xvii, a causa d'un «vot de poble» a Sant Domènec, patró de les aigües, per protegir Argentona d'una greu pesta. Anualment, coincidint amb la Festa del Càntir el Museu organitza la Fira Internacional de Ceràmica i Terrissa, que varia de dates en funció del dia en què cau el 4 d'agost, per tal de difondre i afavorir el manteniment de la terrissa tradicional i per promoure els nous valors de la ceràmica de creació. La Festa i el Museu van ser promoguts per Jaume Clavell i Nogueras i un grup de ciutadans coneguts amb el nom d'Amics d'Argentona. El juliol del 2006 es va inaugurar l'«Espai Picasso», on s'exposen quatre exemplars de càntirs de l'artista malagueny i s'explica la relació entre Pablo Picasso i la ceràmica. Aquest espai es va realitzar gràcies a les donaciens dels veïns.
La col·lecció inclou més de quatre mil atuells d'aigua, els més significatius dels quals es troben a l'exposició permanent del museu. La procedència geogràfica de les peces és molt àmplia i hi són representats els centres productors de terrissa més importants dels Països Catalans, d'Espanya i de la resta del món. A més té una biblioteca especialitzada sobre ceràmica i uns dos cents vídeos sobre terrissa tradicional.
El museu és un organisme autònom de l'Ajuntament d'Argentona i és dirigida per l'historiador i antropòleg Oriol Calvo i Vergés des del febrer de 1986.

## Exposició
L'exposició explica la història, la tipologia i el procés d'elaboració del càntir. Al segon pis del museu es fan exposicions monogràfiques. El 2000 es va presentar la mostra 50 edicions de la Festa del Càntir, el 2001 Imatges del Càntir, el 2005 Els Càntirs Modernistes i el 2008 Càntirs Bestials.
L'exposició permanent es presenta en cinc àmbits temàtics i l'Espai Picasso:
- Àmbit 1: «La Humanitat i l'aigua: una relació cultural» En un ambient de recolliment, s'estudia com la relació entre la Humanitat i l'aigua és, sobretot, cultural, i es reflecteix en atuells que compleixen les mateixes funcions que el càntir.

- Àmbit 2: «Formes i funcions dels atuells d'aigua: les morfologies». S'hi mostra de quina manera les cultures de la península Ibèrica han desenvolupat atuells de terrissa destinats a complir diferents funcions relacionades amb l'aigua a la llar: cànters, cànters amb galet o cantarelles, poals, cànters amb broc, gerres d'aiguamans i càntirs.

- Àmbit 3: «Història del càntir. De l'Edat del Bronze als nostres dies». Es presenten els períodes de màxima esplendor dels càntirs: l'edat del Bronze mediterrània, la Grècia hel·lenística, el ressorgiment a l'Edat Mitjana tardan, l'esclat dels segles xvii i xviii, la gran producció del primer terç del segle xx i la decadència de la segona meitat d'aquest segle.

- Àmbit 4: «Un càntir per a cada funció: les tipologies». L'àmplia varietat de formes de càntirs es veu reflectida en aquest àmbit del museu: càntirs grans o de colla, comuns, d'hivern, de tortell, d'engany, de barca, de camp, antropomorfes i zoomòrfics, decoratius i artístics. També hi ha càntirs de fusta, de metall, suro i vidre, amb exemplars del segle xviii i posteriors.

- Àmbit 5: «Procés de fabricació del càntir». Es mostra, amb l'ajut de diversos vídeos, el procés tradicional per a fer un càntir, des de l'extracció de la terra fins que la peça, ja acabada, és comercialitzada, passant pel modelat del fang al torn, la decoració i la cocció.

## Obres destacades
- Càntir de Pescador
- Càntir Askos de doble broc